# Tembladera Vista Hermosa
Tembladera Vista Hermosa är en ort i Mexiko.   Den ligger i kommunen Acatlán de Pérez Figueroa och delstaten Oaxaca, i den sydöstra delen av landet, 300 km öster om huvudstaden Mexico City. Tembladera Vista Hermosa ligger 104 meter över havet och antalet invånare är 361.
Terrängen runt Tembladera Vista Hermosa är kuperad åt sydväst, men åt nordost är den platt. Runt Tembladera Vista Hermosa är det ganska tätbefolkat, med 139 invånare per kvadratkilometer. Närmaste större samhälle är Acatlán de Pérez Figueroa, 15,9 km nordväst om Tembladera Vista Hermosa. I omgivningarna runt Tembladera Vista Hermosa växer i huvudsak städsegrön lövskog.